# 杨永杰 (清朝)
杨永杰，湖北江夏（湖北武汉）人，清朝政治人物。
杨永杰曾于1866年接替李铭皖任松江府知府一职，1874年由钱宝传接任。